# Wrona fioletowa
Wrona fioletowa (Corvus violaceus) – gatunek średniej wielkości ptaka z rodziny krukowatych (Corvidae). Występuje wyłącznie w Indonezji. Osiadły.

## Systematyka
Takson uznawany do niedawna za podgatunek wrony cienkodziobej. W trakcie badań wykazano jednak, że różni się on genetycznie od C. enca, co doprowadziło do wyodrębnienia osobnego gatunku wrony fioletowej.

## Charakterystyka

### Morfologia
- wygląd zewnętrzny: ptak o szczupłej sylwetce; ogon lekko rozdzielony, góra głowy nieco jaśniejsza niż reszta ciała, które w większości ma barwę czarnoniebieską; dziób krótszy niż u innych krukowatych z wyjątkiem wrony luzońskiej (Corvus enca sierramadrensis)[4];
- rozmiary: długość ciała 40–43 cm[4];
- masa ciała: średnio 251 g[6].

## Występowanie

### Środowisko
Spotykany przede wszystkim na terenach leśnych, ponadto na obszarach rolniczych oraz w lasach namorzynowych. Rzadziej obserwowany w miastach.

### Zasięg występowania
Zamieszkuje wschodnią Indonezję, a zasięg występowania gatunku szacowany jest na 53 400 km². Jako miejsca występowania podaje się wyspy Seram i Ambon oraz Buru.

## Status
Takson najmniejszej troski (LC) według Czerwonej Księgi Gatunków Zagrożonych IUCN.
Wielkość populacji nie jest znana, a dostępne dane nie pozwalają na oszacowanie jej, jednak ze względu na stosunkowo duży obszar występowania, brak istotnych zagrożeń oraz dobrą jakość środowisk zamieszkiwanych przez ten gatunek nie przewiduje się spadków liczebności.